# Jana Robbins
Jana Robbins (Johnstown, 18 aprile 1948) è un'attrice, sceneggiatrice, produttrice teatrale e cinematografica statunitense.

## Film prodotti
- 35 and Ticking (co-produttrice)

## Filmografia
- Criminal Intent, 2 episodi (2005-2006)
- Henry Danger, 2 episodi (2018)

## Doppiatrici italiane
- Caterina Rochira in Criminal Intent (ep. 6x01)
- Renata Bertolas in Henry Danger